# Fribourg (Moselle)
Fribourg (németül: Freiburg) település Franciaországban, Moselle megyében, az egykori Elzászban. Lakosainak száma 163 fő (2022. január 1.). Fribourg Assenoncourt, Azoudange, Belles-Forêts, Desseling, Haut-Clocher, Langatte, Languimberg és Rhodes községekkel határos.

## Népesség
A település népességének változása:
| Lakosok száma | 201  | 170  | 167  | 172  | 167  | 166  | 165  | 166  | 165  | 163  |
|               | 1968 | 1982 | 1990 | 2006 | 2013 | 2015 | 2017 | 2019 | 2020 | 2022 |